# Бадин Угол
Ба́дин У́гол — село в Пичаевском районе Тамбовской области России. 
Входит в состав Липовского сельсовета.

## География
Расположено на реке Бадин (левом притоке Вышенки), в 17 км к юго-востоку от райцентра, села Пичаево, и в 84 км к северо-востоку от Тамбова.

## Население
| 2002 | 2010 |
| ---- | ---- |
| 122  | ↘98  |

Согласно результатам переписи 2002 года, в национальной структуре населения русские составляли 99 % от жителей.